# Paraicaria bicolor
Paraicaria bicolor är en getingart som beskrevs av Giovanni Gribodo 1892.
Paraicaria bicolor ingår i släktet Paraicaria och familjen getingar. Inga underarter finns listade i Catalogue of Life.